# Çatköy, Çamlıhemşin
Çatköy là một xã thuộc huyện Çamlıhemşin, tỉnh Rize, Thổ Nhĩ Kỳ. Dân số thời điểm năm 2010 là 14 người.